# Mimohippopsicon murinum
Mimohippopsicon murinum är en skalbaggsart som beskrevs av Stefan von Breuning 1940. Mimohippopsicon murinum ingår i släktet Mimohippopsicon och familjen långhorningar.
Artens utbredningsområde är Moçambique. Inga underarter finns listade i Catalogue of Life.